# Abwoi
Abwoi je africké kmenové náboženství.
Objevuje se u etnik Adara, Atyap, Bajju, Bakulu, Batinor, Ham a Irigwe. Je třeba říci, že se vyskytuje v synkrezi s oficiálně uváděným křesťanstvím, což je specifickým rysem náboženského života západní Afriky.
Obsahem je kult předků, a to pouze mužských. Praxe náboženství je vyhrazena pouze dospělým mužům, chlapci v určitém věku procházejí iniciací.
Předkové se při náboženských obřadech prosí o dobrou úrodu (na začátku období dešťů koncem dubna). Při obřadu se čeká na jejich odpověď a tyto odpovědi duchů nesmějí účastníci prozradit ženám; pokud by tak učinili, byli by za trest nabodnuti na ostrý kůl, což je typická poprava v západní Africe.